# Ernst Reuter
Ernst Rudolf Johannes Reuter (Apenrade, 29 luglio 1889 – Berlino Ovest, 29 settembre 1953) è stato un politico tedesco.

## Biografia
Militante socialdemocratico dopo il 1913, fu fatto prigioniero dai russi nel 1915, aderì al bolscevismo e fu incaricato nel 1918 di organizzare la regione autonoma dei tedeschi del Volga. Rientrato in Germania, con la piena fiducia dei russi, aveva assunto l'incarico di segretario generale del KPD, partito comunista tedesco.
Dopo la sua espulsione dal partito comunista, avvenuta nel gennaio 1922, passò al partito socialdemocratico SPD, dove, nonostante il suo passato, si legò all'ala destra. Sindaco di Magdeburgo e deputato al Reichstag, si rifugiò in Inghilterra e poi in Turchia durante il periodo nazista. Al suo ritorno in patria, dopo il 1945, riorganizzò il Partito Socialdemocratico. 
Reuter venne eletto borgomastro il 24 giugno 1947, ma non riuscì a svolgere il suo incarico per il veto posto dai sovietici, contrari alla sua elezione. Durante il blocco di Berlino del 1948-1949, posto proprio dai sovietici, con il suo operato combatté per la libertà.
Quando la divisione di Berlino - con la costituzione di una propria amministrazione cittadina per il settore russo - divenne effettiva nel novembre 1948, il 7 dicembre successivo Reuter fu eletto borgomastro dei tre settori occidentali, che formarono Berlino Ovest. Esercitò una grande influenza politica in tutta la Germania federale.
Un suo nipote fu Timothy Reuter, storico britannico.